# Cainsville (Misuri)
Cainsville es una ciudad ubicada en el condado de Harrison en el estado estadounidense de Misuri. En el Censo de 2010 tenía una población de 290 habitantes y una densidad poblacional de 81,67 personas por km².

## Geografía
Cainsville se encuentra ubicada en las coordenadas 40°26′23″N 93°46′29″O / 40.43972, -93.77472. Según la Oficina del Censo de los Estados Unidos, Cainsville tiene una superficie total de 3.55 km², de la cual 3.55 km² corresponden a tierra firme y (0%) 0 km² es agua.

## Demografía
Según el censo de 2010, había 290 personas residiendo en Cainsville. La densidad de población era de 81,67 hab./km². De los 290 habitantes, Cainsville estaba compuesto por el 97.93% blancos, el 0% eran afroamericanos, el 0.34% eran amerindios, el 0% eran asiáticos, el 1.38% eran isleños del Pacífico, el 0% eran de otras razas y el 0.34% pertenecían a dos o más razas. Del total de la población el 1.03% eran hispanos o latinos de cualquier raza.